# Microsporum equinum
Microsporum equinum är en svampart som beskrevs av E. Bodin ex Guég. 1907. Microsporum equinum ingår i släktet Microsporum och familjen Arthrodermataceae.   Inga underarter finns listade i Catalogue of Life.